# Europamästerskapen i orientering 2002
Europamästerskapen i orientering 2002 avgjordes den 25–30 september 2002 i Sümeg i Ungern.

## Medaljörer

### Damer

#### Medeldistans
1. Gunilla Svärd,  Sverige, 26.02
2. Brigitte Wolf,  Schweiz, 26.25
3. Birgitte Husebye,  Norge, 26.35

#### Sprint
1. Vroni König-Salmi,  Schweiz, 13.53
2. Elisabeth Ingvaldsen,  Norge, 14.02
3. Anne Margrethe Hausken,  Norge, 14.11

#### Långdistans
1. Simone Niggli-Luder,  Schweiz, 52.01
2. Hanne Staff,  Norge, 53.16
3. Birgitte Husebye,  Norge, 55.06

#### Stafett
1. Norge 2 (Elisabeth Ingvaldsen, Birgitte Husebye, Hanne Staff), 1.52.48
2. Schweiz 1 (Brigitte Wolf, Vroni König-Salmi, Simone Niggli-Luder), 1.55.08
3. Litauen 1 (Giedre Voveriene, Vilma Rudzenskaite, Ieva Sargautyte), 1.55.17

### Herrar

#### Medeldistans
1. Michail Mamlejev,  Ryssland, 24.49
2. Juryj Omeltjenko,  Ukraina, 25.26
3. Jamie Stevenson,  Storbritannien, 25.56

#### Sprint
1. Emil Wingstedt,  Sverige, 13.26
2. Håkan Pettersson,  Sverige, 13.33
3. Juryj Omeltjenko,  Ukraina 13.37

#### Långdistans
1. Thomas Bührer,  Schweiz, 1.21.18
2. Bjørnar Valstad,  Norge, 1.21.20
3. Emil Wingstedt,  Sverige, 1.22.20

#### Stafett
1. Finland 1 (Jani Lakanen, Pasi Ikonen, Mats Haldin), 2.14.58
2. Sverige 2 (Johan Näsman, Fredrik Löwegren, Emil Wingstedt), 2.18.28
3. Danmark 1 (Mikkel Lund, René Rokkjær, Carsten Jørgensen), 2.18.39

### Webbkällor
- ”European Orienteering Championship senior, statistics 1962-1964, 2000-” (på norska). Norska Orienteringsförbundet. Arkiverad från originalet den 23 augusti 2011. https://web.archive.org/web/20110823153924/http://old.orientering.no/resultater/emres.asp. Läst 29 september 2012.